# NGC 2188
NGC 2188 (również PGC 18536) – magellaniczna galaktyka spiralna z poprzeczką (SBm), znajdująca się w gwiazdozbiorze Gołębia. Odkrył ją John Herschel 9 stycznia 1836 roku.